# 君はTVっ子
「君はTVっ子」（きみはテレビっこ）は、日本の音楽グループであるTHE BOOMが1989年5月21日に発売した1枚目のシングル。ファースト・オリジナル・アルバム『A PEACETIME BOOM』と同時発売された。
THE BOOMのデビュー曲。歩行者天国時代から歌われている曲であり、THE BOOM初期の特徴であるスカを存分に生かしたアップテンポの曲。プロモーションビデオは『イカ天』のパロディーである。
ジャケットのキャラクターはCHIKINというマスコットキャラである。ファンクラブ「MOOBMENT CLUB」の会員カードにも載っており、5枚目のシングル「逆立ちすれば答えがわかる」のプロモーションビデオにも登場している。

## 収録曲
全曲　作詞・作曲：宮沢和史
1. 君はTVっ子
2. 都市バス